# Барон Пенрин
Барон Пенрин (англ. Baron Penrhyn) — дворянский титул, созданный дважды в британской истории (1783 год — Пэрство Ирландии и 1866 год — Пэрство Соединённого королевства).

## История
Впервые титул барона Пенрина в графстве Лаут в Пэрстве Ирландии был создан 19 ноября 1783 года Ричарда Пеннанта (1737—1808), который ранее заседал в Палате общин от Петерсфилда (1761—1767) и Ливерпуля (1767—1780, 1784—1790). В 1808 году после смерти последнего баронский титул прервался.
Вторично баронский титул был возрождён в системе Пэрства Соединённого королевства 3 августа 1866 года для консервативного политика Эдварда Гордона Дугласа (1800—1886), который получил титул барона Пенрина из Лландегая в графстве Карнарвоншир. Ранее он представлял Карнарвон в Палате общин (1841—1866), а также служил в качестве лорда-лейтенанта Карнарвоншира (1866—1886). Он получил во владение имение своего тестя (кузена и наследника Ричарда Пеннанта, 1-го барона Пенрина) при условии, что примет девичью фамилию своей жены — «Пеннант». Лорд Пенрин был младшим братом Джорджа Дугласа, 17-го графа Мортона (1789—1858). В 1833 году он женился на Изабелле Мэри Джулиане Пеннант (ум. 1842), старшей дочери Джорджа Хэя Докинза-Пеннанта (1764—1840) из замка Пенрин, а в 1841 году по королевской лицензии получил дополнительную фамилию «Пеннант».
Преемником лорда Пенрина стал его старший сын, Джордж Шолто Гордон Дуглас-Пеннант, 2-й барон Пенрин (1836—1907). Он также представлял Карнарвон в Палате общин от консервативной партии (1866—1868, 1874—1880). После его смерти титул перешёл к его сыну, Эдварду Шолто Дугласу-Пеннанту, 3-му барону Пенрину (1864—1927). Он был консервативным политиком и заседал в Палате общин от Южного Нортгемптона (1895—1900). Его преемником стал его сын Хью Нейпир Дуглас-Пеннант, 4-й барон Пенрин (1894—1949). Он занимал пост лорда-лейтенанта Карнарвоншира (1933—1941). После его смерти в 1949 году угасла линия старшего сына первого барона Пенрина. Его преемником стал его двоюродный брат, Фрэнк Дуглас-Пеннант, 5-й барон Пенрин (1865—1967). Он был сыном достопочтенного Арчибальда Генри Чарльза Дугласа-Пеннанта, второго сына первого барона. Лорд Пенрин прожил 101 год и 74 дня, скончавшись 3 февраля 1967 года. Он самым старшим в истории наследственным пэром. Этот рекорд не был побит до смерти 7-го виконта Сент-Винсента (1905—2006) в сентябре 2006 года. Преемником лорда Пенрина стал его сын, Малкольм Дуглас-Пеннант, 6-й барон Пенрин (1908—2003).
По состоянию на 2024 год носителем баронского титула являлся племянник последнего, Саймон Дуглас-Пеннант, 7-й барон Пенрин (род. 1938), сменивший своего дядю в 2003 году.
Мюриэль Фицрой, 1-я виконтесса Дэвентри (1869—1962), жена достопочтенного Эдварда Фицроя, спикера Палаты общин (1928—1943), была сестрой пятого барона Пенрина.

## Бароны Пенрин, первая креация (1783)
- 1783—1808: Ричард Пеннант, 1-й барон Пенрин[англ.] (ок. 1737 — 21 января 1808), второй сын Джона Пеннанта из Ливерпуля[1].

## Бароны Пенрин, вторая креация (1866)
- 1866—1886: Эдвард Гордон Дуглас-Пеннант, 1-й барон Пенрин[англ.] (20 июня 1800 — 31 марта 1886), младший сын достопочтенного Джона Дугласа (1756—1818), внук Джеймса Дугласа, 14-го графа Мортона[2];
- 1886—1907: Полковник Джордж Гордон Шолто Дуглас-Пеннант, 2-й барон Пенрин[англ.] (30 сентября 1836 — 10 марта 1907), старший сын предыдущего от первого брака[3];
- 1907—1927: Полковник Эдвард Шолто Дуглас-Пеннант, 3-й барон Пенрин[англ.] (10 июня 1864 — 27 августа 1927), единственный сын предыдущего от первого брака[4];
- 1927—1949: Полковник Хью Нейпир Дуглас-Пеннант, 4-й барон Пенрин (6 августа 1894 — 26 июня 1949), второй (младший) сын предыдущего[5];
- 1949—1967: Подполковник Фрэнк Дуглас-Пеннант, 5-й барон Пенрин (21 ноября 1865 — 3 февраля 1967), старший сын подполковника достопочтенного Арчибальда Чарльза Генри Дугласа-Пеннанта (1837—1884), внук 1-го барона Пенрина[6];
- 1967—2003: Полковник Малкольм Фрэнк Дуглас-Пеннант, 6-й барон Пенрин[англ.] (11 июля 1908 — 8 ноября 2003), старший сын предыдущего от второго брака[7];
- 2003 — настоящее время: Саймон Дуглас-Пеннант, 7-й барон Пенрин (род. 28 июня 1938), единственный сын майора достопочтенного Найджела Дугласа-Пеннанта (1909—2000), племянник предыдущего[8];
  - Наследник титула: достопочтенный Эдвард Шолто Дуглас-Пеннант (род. 6 июня 1966), старший сын предыдущего[9];
    - Наследник наследника: достопочтенный Хьюго Чарльз Дуглас Пеннант (род. 21 апреля 1969), младший брат предыдущего[10].